# Зеркало (фильм, 1990)
«Зеркало» (англ. Mirror, Mirror) — американский кинофильм.

## Сюжет
Миссис Перилли со своей подругой Эмелин убираются в доме. В него должны приехать новые владельцы. Подруги находят старое зеркало. Эмелин хочет взять его в свою антикварную лавку. Эмелин обнаруживает ещё и книгу оккультных заклинаний и дневник Мэри Уиверворт, которая жила в этом доме много лет назад и была убита собственной сестрой…

## В ролях
- Карен Блэк — Сьюзан Гордон
- Ивонн де Карло — Эмелин
- Уильям Сэндерсон — мистер Везе
- Рейнбоу Харвест — Меган Гордон
- Кристин Даттило — Никки Чендлер
- Рики Полл Голдин — Рон
- Чарли Спрэдлинг — Шарлин Кейн
- Том Бреснахэн — Джефф
- Дорит Соер — Ким
- Энн Хирн — миссис Перлили

## Интересные факты
- Были сняты продолжения фильма «Зеркало, зеркало 2: Танец ворона» и «Зеркало, зеркало 3: Подглядывающий».